# Henrike Hahn
Henrike Hahn (ur. 4 września 1970 w Monachium) – niemiecka polityk i politolog, deputowana do Parlamentu Europejskiego IX kadencji.

## Życiorys
Z wykształcenia politolog, kształciła się na Université Sorbonne-Nouvelle, Uniwersytecie Michigan, Wayne State University i LMU w Monachium. Pracowała jako badaczka m.in. w American Institute for Contemporary German Studies, zawodowo zajęła się też działalnością doradczą w sektorze przedsiębiorstw. Była zatrudniona w bawarskim landtagu (2010–2015) i w Bundestagu (2017). Członkini Greenpeace i Amnesty International, współpracowniczka ruchu Pulse of Europe.
Od 2012 we władzach Zielonych, w 2017 weszła w skład zarządu krajowego partii w Bawarii. W wyborach w 2019 z listy tej partii uzyskała mandat eurodeputowanej IX kadencji.